# M30 Luftwaffe
Sauer und Sohn M30 Drilling (нем. Дробовик Sauer und Sohn модели 1930 года) — немецкое охотничье комбинированное трёхствольное переламывающееся ружьё-винтовка времён Второй мировой войны. Персональное оружие выживания пилотов Люфтваффе.

## История
В 1941 году после ввода немецких войск в Северную Африку руководство Люфтваффе приняло решение оснастить экипажи самолётов специальным оружием выживания в условиях дикой природы. Это оружие позволяло не только сражаться против британских и французских солдат, но и охотиться на животных. На вооружение были приняты охотничьи ружья M30 фирмы Sauer.

## Описание
Это оружие представляло собой трёхствольное комбинированное ружьё «переламывающейся» конструкции: два горизонтальных «гладких» ствола 12 калибра и третий нарезной ствол под охотничий патрон 9.3x74R, располагавшийся внизу по центру. Конструкция была бескуркового типа с блиц-замком (скрытые курки). Стрельба велась при помощи двух спусковых крючков: задний крючок отвечал за левый ствол, передний — за правый и нижний стволы (также он был оснащён «шнеллерным» механизмом, взводимым при нажатии на спусковой крючок вперед). Переключатель спуска располагался на шейке приклада: в переднем положении он соответствовал выбору нарезного ствола и автоматически освобождал подпружиненный целик, пристрелянный под винтовочный ствол на дальность 100 метров.
Боекомплект хранился в специальном ящике, куда складывалось и ружьё. Боезапас состоял из 20 винтовочных патронов с полуоболочечной пулей, 20 патронов 12 калибра с пулей Бреннеке и 25 патронов 12 калибра с дробью.

## Использование
Закупка ружей велась в обход обычных «военных» схем снабжения, в результате чего «ружья выживания пилотов» отличались от обычных ружей коммерческого выпуска лишь дополнительными клеймами военной приемки, а стоимость их была куда выше. Всего за 1941-43 годы ВВС гитлеровской Германии закупили около 2 500 комплектов оружия выживания, включавших в себя собственно дриллинг Зауэр М30, инструкцию по эксплуатации, комплект для чистки оружия, боекомплект, ружейный ремень и алюминиевый ящик для хранения и переноски оружия и принадлежностей к нему. Общий вес ящика составлял около 7,25 кг, и воспользоваться его содержимым экипаж сбитого самолета мог лишь только в случае успешной аварийной посадки. Koгдa экипаж выбрасывался с парашютами, а самолёт падал, ящик чаще всего разрушался и оружие приходило в негодность.